# پاپیچ
پاپیچ یک مجموعهٔ تلویزیونی ایرانی به کارگردانی رسول نجفیان است که در سال ۱۳۷۰-۱۳۶۹ تولید و از شبکه ۲ سیمای جمهوری اسلامی ایران پخش گردید.

## خلاصه داستان
«جلیل» کارمند اداره بهداشت، نسب به تمیزی و رعایت مسائل بهداشتی حساس است و به‌همین سبب، پاپیچ افرادی می‌شود که بهداشت را رعایت نمی‌کنند. طبیعتاً این تذکرها، واکنش‌هایی را به دنبال دارد. از جمله، برادر همسر جلیل یکی از کسانی است که مقید به رعایت بهداشت نیست و با او همواره در مشاجره است. تا آن‌که سرانجام دچار مسمویت شدید می‌شود و در انتها، پس از بهبودی به درستی گفتار و تذکرهای جلیل پی می‌برد.

## بازیگران

### بازیگران
- بیوک میرزایی
- حسن مهمانی
- صدیقه کیانفر
- پروین گل‌بابایی
- منصور میرزابابایی[۲]